# Acier au carbone
L’acier au carbone est un acier dont la teneur en carbone varie entre 0,05 à 2,1 % en poids, les autres éléments d'alliage étant en quantité très faible.
Dans une acception plus commune et parfois critiquée — car l'acier contient toujours du carbone —, l’acier au carbone peut désigner un acier qui, simplement, n'est pas de l'acier inoxydable.

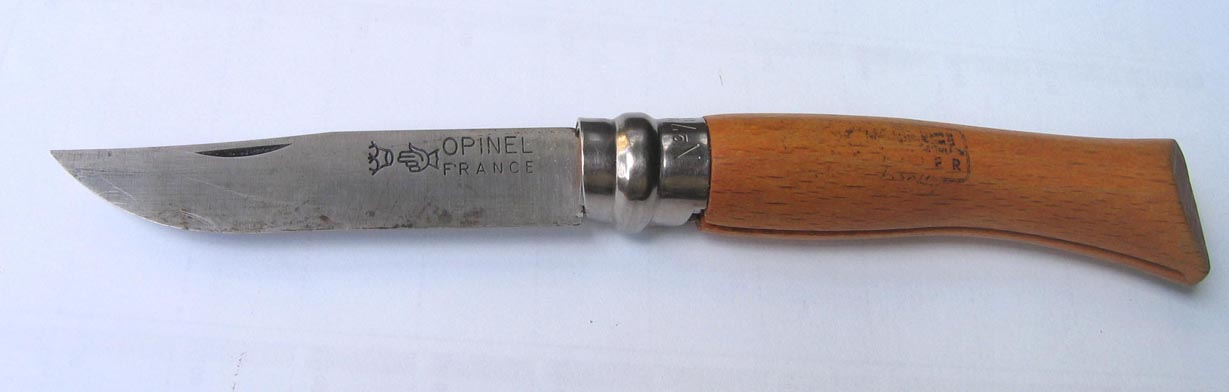
Lame en acier au carbone.

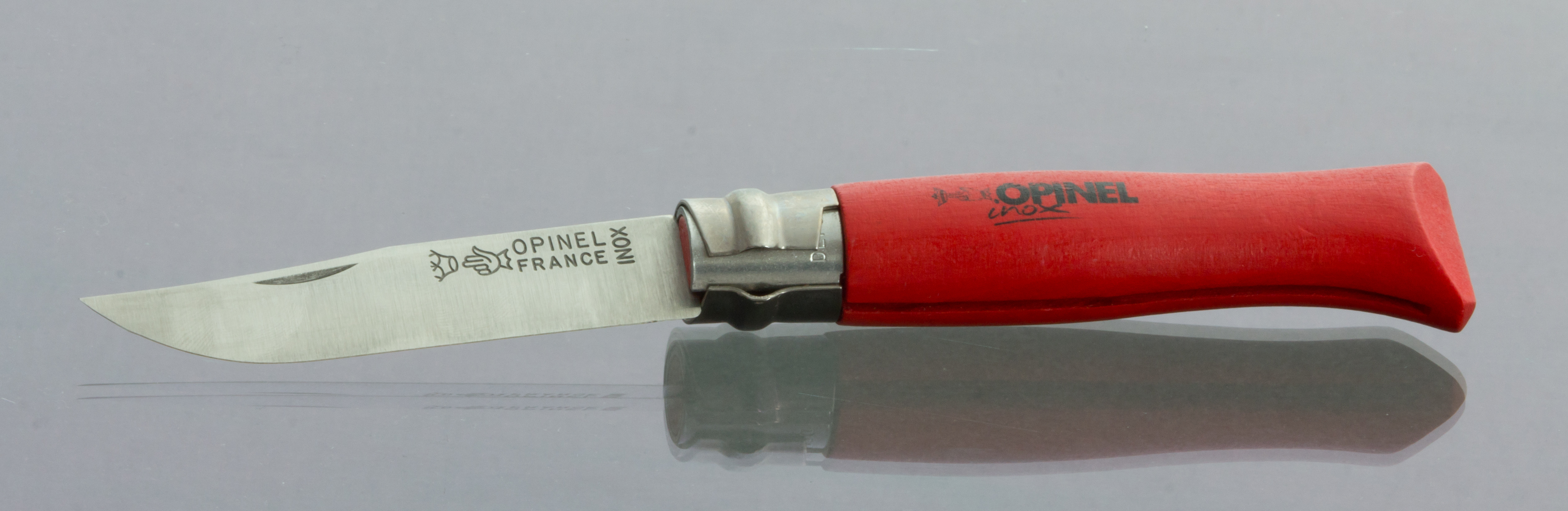
Lame en acier inoxydable.

## Diverses définitions
Selon la définition donnée à l’acier au carbone par l’American Iron and Steel Institute (AISI) :
- Aucune teneur minimale n'est spécifiée ou requise pour le chrome, le cobalt, le molybdène, le nickel, le niobium, le titane, le tungstène, le vanadium, le zirconium ou tout autre élément à ajouter pour obtenir un effet d'alliage souhaité ;
- Le minimum spécifié pour le cuivre ne dépasse pas 0,40 %, ou le maximum spécifié pour l'un des éléments suivants n'excède pas en pourcentage : manganèse 1,65 % ; silicium 0,60 % ; cuivre 0,60 %[1].

Le terme acier au carbone peut également être utilisé en référence à un acier qui n'est pas de l'acier inoxydable ; dans cette acception, l'acier au carbone peut inclure des aciers alliés. L'acier à haute teneur en carbone a de nombreuses utilisations différentes, telles que les fraiseuses, les outils de coupe (comme les ciseaux) et les fils à haute résistance. Ces applications nécessitent une microstructure beaucoup plus fine, qui améliore la ténacité.
Plus la teneur en carbone est élevée, plus la résistance mécanique de l'acier peut être augmentée par traitement thermique, au détriment de sa ductilité. Quel que soit le traitement thermique, une teneur en carbone plus élevée abaisse le point de fusion, mais rend la soudure plus difficile.

## Propriétés
L'acier au carbone comprend deux catégories principales : l'acier à faible teneur en carbone et l'acier à haute teneur en carbone. Il peut également contenir d’autres éléments, comme le manganèse, le phosphore, le soufre et le silicium, qui peuvent modifier ses propriétés. L'acier au carbone peut être facilement usiné et soudé, ce qui le rend polyvalent pour diverses applications. Il peut également être traité thermiquement pour améliorer sa résistance, sa dureté et sa durabilité.
L'acier au carbone est sensible à la rouille et à la corrosion, surtout dans les environnements présentant des niveaux d'humidité ou de salinité élevés. On peut le protéger de la corrosion en l’enduisant de peinture, de vernis ou d’un autre matériau protecteur. Alternativement, il peut être fabriqué à partir d’un alliage d’acier inoxydable contenant du chrome, qui offre une excellente résistance à la corrosion. L'acier au carbone peut être allié à d'autres éléments pour améliorer ses propriétés, par exemple en ajoutant du chrome et/ou du nickel pour améliorer sa résistance à la corrosion et à l'oxydation ou en ajoutant du molybdène pour améliorer sa résistance à haute température.
C'est un matériau respectueux de l'environnement et facilement recyclable. Sa production demande moins d'énergie que d’autres métaux comme l’aluminium et le cuivre.

## Composition chimique
La composition chimique des aciers au carbone est complexe. Outre le fer et le carbone (qui ne dépasse généralement pas 1 %), il existe d'autres éléments entrant en composition dans les alliages, comme le silicium et le manganèse, et d'autres considérés comme des impuretés, qui ne sont présents qu'en raison de la difficulté de les exclure complètement, comme le soufre, le phosphore, l'oxygène ou l'hydrogène. L'augmentation de la teneur en carbone de l'acier augmente sa résistance à la traction, mais augmente sa fragilité à froid et entraîne une diminution de la ténacité et de la ductilité.

### Acier doux
Le pourcentage de carbone est de 0,267 % ; il a une résistance mécanique de 48-55 kg/mm² et une dureté de 135-160 HB. Il peut être soudé avec des techniques appropriées aux diverses applications : pièces à résistance moyenne et bonne ténacité, déformation à froid, emboutissage profond, pliage, quincaillerie, etc.

### Acier mi-doux
Le pourcentage de carbone est de 0,35 % ; il a une résistance mécanique de 55-62 kg/mm² et une dureté de 150-170 HB. Il est bien trempé, atteignant une résistance de 80 kg/mm² et une dureté de 215-245 HB. Applications : axes, éléments de machines, pièces résistantes et tenaces, boulons, vis, quincaillerie.

### Acier mi-dur
Le pourcentage de carbone est de 0,45 % ; il a une résistance mécanique de 62-70 kg/mm² et une dureté de 180 HB. Il se tempère bien, atteignant une résistance de 90 kg/mm², même s'il faut tenir compte des déformations. Applications : essieux et éléments de machines, pièces assez résistantes, cylindres de moteurs à combustion interne, transmissions, etc.

### Acier dur
Le pourcentage de carbone est de 0,55 % ; il a une résistance mécanique de 70-75 kg/mm² et une dureté de 200-220 HB. Il se tempère bien dans l'eau et l'huile, atteignant une résistance de 100 kg/mm² et une dureté de 275-300 HB. Applications : essieux, transmissions, tendeurs et pièces régulièrement chargées et peu épaisses.

## Comparaison avec l'acier inoxydable

Comparaison entre de l'acier au carbone calaminé (à gauche) et de l'acier inoxydable (à droite).

L'acier au carbone est un acier qui contient du carbone comme principal alliage. Il est solide, résistant et peu coûteux, mais il rouille facilement. L'acier inoxydable, quant à lui, contient principalement du chrome et du nickel. Il est plus résistant à la corrosion et à la rouille que l'acier au carbone, mais il est également plus coûteux.